# Boonwijk

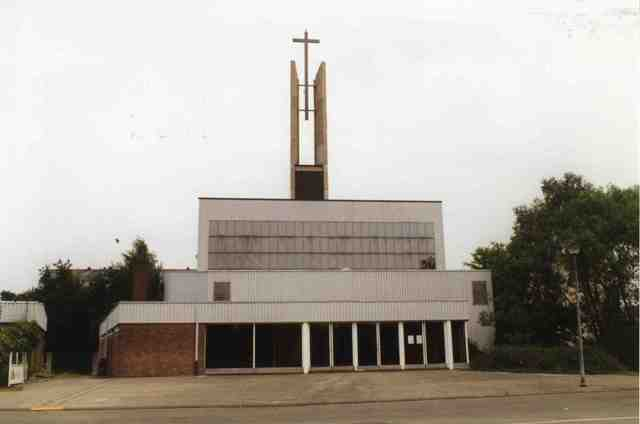
De Onze-Lieve-Vrouw van Zwijvekekerk

De boonwijk is een wijk ten zuidwesten van Dendermonde, die behoort tot de deelgemeente Sint-Gillis-bij-Dendermonde. In deze wijk staat onder andere de Onze-Lieve-Vrouw van Zwijvekekerk, die behoort tot de Parochie Dendermonde.

## Folklore
De wijk heeft twee reuzen: Pol en Hermine.